# Liga U 2025-26
La temporada 2025–26 de la Liga U será la primera edición de esta competición sub-22 de baloncesto organizada conjuntamente por la Asociación de Clubs de Baloncesto (ACB) y la Federación Española de Baloncesto (FEB), con el apoyo del Consejo Superior de Deportes y el Ministerio de Deportes.
Participarán un total de 15 equipos formados por jugadores nacidos en 2004 o posterior, todos ellos pertenecientes a clubes vinculados a la Liga ACB.

## Equipos participantes
Para la configuración de los grupos de la temporada inaugural de la Liga U 2025–26, se estableció un sistema de ranking acumulado basado en los resultados obtenidos por los clubes participantes en los Campeonatos de España Júnior de las cinco últimas temporadas (2020–2025).
A cada club se le asignó una puntuación por temporada en función de su posición final, otorgando 16 puntos al campeón, 15 al subcampeón, 14 al tercero, y así sucesivamente hasta 1 punto para el clasificado en 16.ª posición. Los equipos que no alcanzaron las 16 primeras plazas o no participaron obtuvieron 0 puntos.
La suma total de puntos de cada club en estas cinco ediciones determina su posición en el ranking. En base a este ranking, los ocho equipos con mayor puntuación fueron asignados al Grupo A, mientras que los siete restantes conformaron el Grupo B.
Este sistema busca garantizar que los clubes con una trayectoria más destacada en formación juvenil compitan inicialmente en el grupo de máximo nivel.
| Pos. | Equipo                   | 2020–21  | 2021–22  | 2022–23  | 2023–24  | 2024–25  | Total de puntos | Grupo Liga U |
| ---- | ------------------------ | -------- | -------- | -------- | -------- | -------- | --------------- | ------------ |
| 1    | Real Madrid              | 2.º (15) | 2.º (15) | 2.º (15) | 2.º (15) | 2.º (15) | 75              | Grupo A      |
| 2    | Barça Atlètic            | 1.º (16) | 5.º (12) | 5.º (12) | 1.º (16) | 1.º (16) | 72              | Grupo A      |
| 3    | Joventut Badalona        | 3.º (14) | 1.º (16) | 1.º (16) | 17.º (0) | 3.º (14) | 60              | Grupo A      |
| 4    | Casademont Zaragoza      | 10.º (7) | 3.º (14) | 3.º (14) | 5.º (12) | 13.º (4) | 51              | Grupo A      |
| 5    | Valencia Basket          | 30.º (0) | 4.º (13) | 4.º (13) | 8.º (9)  | 9.º (8)  | 43              | Grupo A      |
| 6    | Fundación CB Canarias    | 8.º (9)  | 13.º (4) | 6.º (11) | 19.º (0) | 6.º (11) | 35              | Grupo A      |
| 7    | Unicaja                  | 6.º (11) | 8.º (9)  | 10.º (7) | 7.º (10) | 12.º (5) | 42              | Grupo A      |
| 8    | BAXI Manresa             | 5.º (12) | — (0)    | — (0)    | 4.º (13) | 8.º (9)  | 34              | Grupo A      |
| 9    | Gran Canaria             | 19.º (0) | — (0)    | 12.º (5) | — (0)    | 7.º (10) | 15              | Grupo B      |
| 10   | UCAM Murcia              | 7.º (10) | 12.º (5) | 11.º (6) | 18.º (0) | 16.º (1) | 22              | Grupo B      |
| 11   | Bilbao Basket            | 29.º (0) | 23.º (0) | — (0)    | 12.º (5) | 17.º (0) | 5               | Grupo B      |
| 12   | Bàsquet Girona           | — (0)    | — (0)    | — (0)    | — (0)    | — (0)    | 0               | Grupo B      |
| 13   | Stellantis & You Granada | — (0)    | — (0)    | — (0)    | — (0)    | — (0)    | 0               | Grupo B      |
| 14   | Força Lleida             | — (0)    | — (0)    | — (0)    | — (0)    | — (0)    | 0               | Grupo B      |
| 15   | Burgos Grupo de Santiago | — (0)    | — (0)    | — (0)    | — (0)    | — (0)    | 0               | Grupo B      |
| 16   | Baskonia                 | 4.º (13) | 7.º (10) | 8.º (9)  | 9.º (8)  | 5.º (12) | 52              | Renuncia     |
| 17   | Morabanc Andorra         | — (0)    | — (0)    | — (0)    | — (0)    | — (0)    | 0               | Renuncia     |
| 18   | Río Breogán              | — (0)    | — (0)    | — (0)    | — (0)    | — (0)    | 0               | Renuncia     |

## Formato
La Liga U 25/26 cuenta con 15 equipos divididos en dos grupos (A y B) según un ranking acumulado de los últimos cinco Campeonatos de España Júnior. Se disputa una primera fase a doble vuelta dentro de cada grupo. Posteriormente, se reestructuran los grupos para una segunda fase, también a doble vuelta, con partidos de clasificación entre fases. A continuación se celebra un sistema de play-in y la Final 6, donde se decide el campeón mediante eliminatorias. La clasificación final determina también la composición de los grupos para la siguiente temporada.

## Primera fase
La primera fase se disputa del 10 de octubre de 2025 al 4 de enero de 2026. El Grupo A juega 14 partidos (una liga a doble vuelta entre ocho equipos) y el Grupo B juega 12 partidos (una liga a doble vuelta entre siete equipos, con una jornada de descanso por equipo).

### Grupo A
| Pos. | Equipo                | PJ | G | P | PF | PC | DP | Pts | Segunda fase |  | RMA | BAR | JOV | UNI | VAL | ZAR | CAN | MAN |
| ---- | --------------------- | -- | - | - | -- | -- | -- | --- | ------------ |  | --- | --- | --- | --- | --- | --- | --- | --- |
| 1    | Real Madrid           | 0  | 0 | 0 | 0  | 0  | 0  | 0   | Grupo A      |  | —   | –   | –   | –   | –   | –   | –   | –   |
| 2    | Barça Atlètic         | 0  | 0 | 0 | 0  | 0  | 0  | 0   | Grupo A      |  | –   | —   | –   | –   | –   | –   | –   | –   |
| 3    | Joventut Badalona     | 0  | 0 | 0 | 0  | 0  | 0  | 0   | Grupo A      |  | –   | –   | —   | –   | –   | –   | –   | –   |
| 4    | Unicaja               | 0  | 0 | 0 | 0  | 0  | 0  | 0   | Grupo A      |  | –   | –   | –   | —   | –   | –   | –   | –   |
| 5    | Valencia Basket       | 0  | 0 | 0 | 0  | 0  | 0  | 0   | Grupo A      |  | –   | –   | –   | –   | —   | –   | –   | –   |
| 6    | Casademont Zaragoza   | 0  | 0 | 0 | 0  | 0  | 0  | 0   | Repesca      |  | –   | –   | –   | –   | –   | —   | –   | –   |
| 7    | Fundación CB Canarias | 0  | 0 | 0 | 0  | 0  | 0  | 0   | Repesca      |  | –   | –   | –   | –   | –   | –   | —   | –   |
| 8    | BAXI Manresa          | 0  | 0 | 0 | 0  | 0  | 0  | 0   | Grupo B      |  | –   | –   | –   | –   | –   | –   | –   | —   |

 Fuente: Baloncesto en Vivo - FEB

### Grupo B
| Pos. | Equipo                   | PJ | G | P | PF | PC | DP | Pts | Segunda fase |  | GIR | BIL | BUR | LLE | GCA | GRA | UCA |
| ---- | ------------------------ | -- | - | - | -- | -- | -- | --- | ------------ |  | --- | --- | --- | --- | --- | --- | --- |
| 1    | Bàsquet Girona           | 0  | 0 | 0 | 0  | 0  | 0  | 0   | Grupo A      |  | —   | –   | –   | –   | –   | –   | –   |
| 2    | Bilbao Basket            | 0  | 0 | 0 | 0  | 0  | 0  | 0   | Repesca      |  | –   | —   | –   | –   | –   | –   | –   |
| 3    | Burgos Grupo de Santiago | 0  | 0 | 0 | 0  | 0  | 0  | 0   | Repesca      |  | –   | –   | —   | –   | –   | –   | –   |
| 4    | Força Lleida             | 0  | 0 | 0 | 0  | 0  | 0  | 0   | Grupo B      |  | –   | –   | –   | —   | –   | –   | –   |
| 5    | Gran Canaria             | 0  | 0 | 0 | 0  | 0  | 0  | 0   | Grupo B      |  | –   | –   | –   | –   | —   | –   | –   |
| 6    | Stellantis & You Granada | 0  | 0 | 0 | 0  | 0  | 0  | 0   | Grupo B      |  | –   | –   | –   | –   | –   | —   | –   |
| 7    | UCAM Murcia              | 0  | 0 | 0 | 0  | 0  | 0  | 0   | Grupo B      |  | –   | –   | –   | –   | –   | –   | —   |

 Fuente: Baloncesto en Vivo - FEB

### Repesca
Antes del inicio de la segunda fase, se disputan dos partidos de repesca: el 2º del Grupo B recibe al 7º del Grupo A y el 6º del Grupo A recibe al 3º del Grupo B. Los ganadores acceden al Grupo A de la segunda fase; los perdedores, al Grupo B. Los partidos se disputaran entre el 5 y el 15 de enero de 2026.
| Equipo 1   | Resultado | Equipo 2   |
| ---------- | --------- | ---------- |
| 2º Grupo B | R1        | 7º Grupo A |
| 6º Grupo A | R2        | 3º Grupo B |

## Segunda fase
La segunda fase de la Liga U se disputará entre el 16 de enero y el 19 de abril de 2026. Los equipos se agrupan en dos grupos (A y B) según su rendimiento en la primera fase y los partidos de repesca, disputando una liga a doble vuelta entre los miembros de su grupo. Los resultados de la primera fase no se acumulan.

### Grupo A
| Pos. | Equipo                    | PJ | G | P | PF | PC | DP | Pts | Final 6          |  | E1 | E2 | E3 | E4 | E5 | E6 | E7 | E8 |
| ---- | ------------------------- | -- | - | - | -- | -- | -- | --- | ---------------- |  | -- | -- | -- | -- | -- | -- | -- | -- |
| 1    | 1º Grupo A (Primera fase) | 0  | 0 | 0 | 0  | 0  | 0  | 0   | Semifinales      |  | —  |    |    |    |    |    |    |    |
| 2    | 2º Grupo A (Primera fase) | 0  | 0 | 0 | 0  | 0  | 0  | 0   | Semifinales      |  |    | —  |    |    |    |    |    |    |
| 3    | 3º Grupo A (Primera fase) | 0  | 0 | 0 | 0  | 0  | 0  | 0   | Cuartos de final |  |    |    | —  |    |    |    |    |    |
| 4    | 4º Grupo A (Primera fase) | 0  | 0 | 0 | 0  | 0  | 0  | 0   | Cuartos de final |  |    |    |    | —  |    |    |    |    |
| 5    | 5º Grupo A (Primera fase) | 0  | 0 | 0 | 0  | 0  | 0  | 0   | Play-in          |  |    |    |    |    | —  |    |    |    |
| 6    | Ganador R1                | 0  | 0 | 0 | 0  | 0  | 0  | 0   | Play-in          |  |    |    |    |    |    | —  |    |    |
| 7    | Ganador R2                | 0  | 0 | 0 | 0  | 0  | 0  | 0   |                  |  |    |    |    |    |    |    | —  |    |
| 8    | 1º Grupo B (Primera fase) | 0  | 0 | 0 | 0  | 0  | 0  | 0   |                  |  |    |    |    |    |    |    | —  |    |

 Fuente: Baloncesto en Vivo - FEB

### Grupo B
| Pos. | Equipo                    | PJ | G | P | PF | PC | DP | Pts |         |  | E1 | E2 | E3 | E4 | E5 | E6 | E7 |
| ---- | ------------------------- | -- | - | - | -- | -- | -- | --- | ------- |  | -- | -- | -- | -- | -- | -- | -- |
| 1    | Perdedor R1               | 0  | 0 | 0 | 0  | 0  | 0  | 0   | Play-in |  | —  |    |    |    |    |    |    |
| 2    | Perdedor R2               | 0  | 0 | 0 | 0  | 0  | 0  | 0   | Play-in |  |    | —  |    |    |    |    |    |
| 3    | 4º Grupo B (Primera fase) | 0  | 0 | 0 | 0  | 0  | 0  | 0   |         |  |    |    | —  |    |    |    |    |
| 4    | 5º Grupo B (Primera fase) | 0  | 0 | 0 | 0  | 0  | 0  | 0   |         |  |    |    | —  |    |    |    |    |
| 5    | 6º Grupo B (Primera fase) | 0  | 0 | 0 | 0  | 0  | 0  | 0   |         |  |    |    |    | —  |    |    |    |
| 6    | 7º Grupo B (Primera fase) | 0  | 0 | 0 | 0  | 0  | 0  | 0   |         |  |    |    |    |    | —  |    |    |
| 7    | 8º Grupo A (Primera fase) | 0  | 0 | 0 | 0  | 0  | 0  | 0   |         |  |    |    |    |    |    | —  |    |

 Fuente: Baloncesto en Vivo - FEB

## Play-in
Las últimas plazas para la Final 6 se disputan en dos partidos de play-in. El 2º clasificado del Grupo B recibe al 7º del Grupo A, y el 6º del Grupo A recibe al 3º del Grupo B.
| Equipo 1   | Resultado | Equipo 2   |
| ---------- | --------- | ---------- |
| 5º Grupo A | E1        | 2º Grupo B |
| 1º Grupo B | E2        | 6º Grupo A |

## Final 6
La Final Six se disputará del 15 al 17 de mayo de 2026 en sede única aún por confirmar. Participarán los seis mejores equipos tras la segunda fase, enfrentándose en eliminatorias directas hasta la final.
|  | Cuartos de Final | Cuartos de Final |              |  | Semifinales | Semifinales |  |  | Final | Final |
|  |                  |                  |              |  |             |             |  |  |       |       |
|  |                  |                  |              |  |             |             |  |  |       |       |
|  |                  |                  |              |  |             |             |  |  |       |       |
|  |                  |                  |              |  |             |             |  |  |       |       |
|  | 16 de mayo       |                  |              |  |             |             |  |  |       |       |
|  |                  |                  |              |  |             |             |  |  |       |       |
|  | 1º Grupo A       |                  |              |  |             |             |  |  |       |       |
|  | 15 de mayo       |                  |              |  |             |             |  |  |       |       |
|  |                  |                  | Bandera de ? |  |             |             |  |  |       |       |
|  | 4º Grupo A       |                  |              |  |             |             |  |  |       |       |
|  |                  |                  | 17 de mayo   |  |             |             |  |  |       |       |
|  | Ganador E1       |                  |              |  |             |             |  |  |       |       |
|  | Bandera de ?     |                  |              |  |             |             |  |  |       |       |
|  |                  |                  |              |  |             |             |  |  |       |       |
|  |                  | Bandera de ?     |              |  |             |             |  |  |       |       |
|  |                  |                  |              |  |             |             |  |  |       |       |
|  | 16 de mayo       |                  |              |  |             |             |  |  |       |       |
|  |                  |                  |              |  |             |             |  |  |       |       |
|  | 2º Grupo A       |                  |              |  |             |             |  |  |       |       |
|  | 15 de mayo       |                  |              |  |             |             |  |  |       |       |
|  |                  |                  | Bandera de ? |  |             |             |  |  |       |       |
|  | 3º Grupo A       |                  |              |  |             |             |  |  |       |       |
|  |                  |                  |              |  |             |             |  |  |       |       |
|  | Ganador E2       |                  |              |  |             |             |  |  |       |       |
|  |                  |                  |              |  |             |             |  |  |       |       |

#### Final
| 17 de mayo de 2026 | Bandera de ? | vs. | Bandera de ? |  |  |
| --:--              |              |     |              |  |  |
|                    |              |     |              |  |  |

## Composición de grupos para la temporada 2026-27
Los seis equipos clasificados para la Final Six tendrán plaza asegurada en el Grupo A de la siguiente temporada. El resto de vacantes en dicho grupo se completarán según la clasificación final de la Liga U 2025-26, siguiendo este orden: 5.º y 6.º del Grupo A, 1.º del Grupo B, 7.º del Grupo A, 2.º del Grupo B y 8.º del Grupo A. Los demás equipos, así como los nuevos inscritos, formarán parte del Grupo B.